# انحياز الشبكة
انحياز الشبكة هو المبدأ المعاكس لحياد الشبكة، ويشير إلى اختلاف أو تمييز السعر وجودة المحتوى أو التطبيقات على الإنترنت بواسطة مزودي خدمة الإنترنت. تتضمن المصطلحات المشابهة ما يُدعى بتمييز البيانات وإدارة الشبكات.
يحدث انحياز الشبكة عند إسقاط موفر خدمة الإنترنت للحزم أو رفضه الوصول بناءً على ظروف مستحثة بشكل مصطنع مثل محاكاة الازدحام أو حظر الحزم، وذلك على الرغم من وجود سعة كبيرة لنقل حركة البيانات. تتضمن أمثلة انحياز الشبكة على الخدمة المتدرجة (خدمة متخصصة) والقياس وخنق عرض النطاق الترددي وحظر المنفذ. تتحقق هذه الأشكال من انحياز الشبكة من خلال التقدم التقني لبروتوكول الإنترنت.
يمكن أن تنشأ فكرة انحياز الشبكة عن الدوافع والخلفيات السياسية والاقتصادية، مما يخلق بعض المخاوف بشأن تمييز البيانات الناشئة عن المصالح السياسية والاقتصادية. يدل عدم التمييز على أنه لا يجوز تفضيل فئة من عملاء الإنترنت على فئة أخرى. يجب أن يستمر الإنترنت في العمل بطريقة غير تمييزية كتحصيل حاصل لهذا الرأي، وتختلف هذه الطريقة من حيث كيفية وصول المشتركين إلى الخدمات المرسلة عبر الإنترنت وتلقيها، ونضيف إلى ذلك كيفية وصول المحتوى ومقدمي الخدمات الأخرى إلى المشتركين.

## حياد الشبكة
لا يعترف قانون الولايات المحدة بمبدأ المعاملة المتساوية لحركة البيانات الذي أطلق عليه مناصريه بحياد الشبكة، ولكن تدعمه بعض الأنظمة الأخرى. يركز معظم النقاش الذي يدور حول هذه القضية على خطط مبدئية. أجّلت بعض شركات الإنترنت الكبرى بعض هذه الخطط، وكان الهدف لتقديم معاملة تفضيلية لحركة البيانات من موفري المحتوى المعينين مقابل بعض الرسوم. حياد الشبكة هو مجموعة من القواعد التي تمنع مالكي الشبكات من التمييز ضد التطبيقات المستقلة. [2]

## نماذج انحياز الشبكة

### الخدمة المتدرجة (الخدمة المتخصصة، تقسيم النطاق الترددي)
الخدمة المتدرجة هي إحدى الاستراتيجيات المستخدمة لتغيير تسعيرة الإنترنت. تنطوي هذه الخدمة على نية الحصول على مرونة في جودة الخدمة على الإنترنت. تتيح الخدمة المتدرجة لمزودي خدمات الإنترنت إنشاء وإدارة طبقات المشتركين المتعلقة بالسرعة. يعمل هذا النموذج بمعنى آخر على تقسيم النطاق الترددي وتوفير مستويات مختلفة من متطلبات النظير، وتوفير كميات مختلفة من الإنتاجية للعملاء العابرين أيضًأ. ينبع هذا النموذج من إدراك القيود التقنية والاقتصادية في صناعة نطاق ترددي واسع. ازداد الطلب على زيادة سرعة أداء شبكات الاتصال مع تطور التكنولوجيا، وزاد الطلب على الخدمات التي تستهلك نطاق ترددي أوسع مثل مقاطع الفيديو التي تنتشر على الإنترنت.
تؤدي هذه الحالات إلى ازدحام الشبكة الذي يسببه أساسًا عدد صغير من المستخدمين الذين يستخدمون الإنترنت بشكل كبير. علاوة على ذلك، يزعم مزودو خدمة الإنترنت أن الخطط الحالية ذات المعدل الثابت لا تمكنهم من تغطية التكلفة الإضافية اللازمة لإدارة حركة بيانات الشبكة الأكبر حجمًا. يسمح هذا النموذج لمزودي خدمات الإنترنت بالوصول إلى قطاعات السوق المختلفة من خلال خطط بيانات مختلفة، واستهداف أنواع مختلفة من الاحتياجات استنادًا إلى مستويات السرعة وظروف أخرى قابلة للتخصيص.

### القياس
الخدمة المقاسة (وتسمى أيضًا الدفع لكل استخدام) هي إستراتيجية أخرى تستخدم لتغيير أسعار الإنترنت بخلاف الخدمة المتدرجة. يمثل هذا النموذج مخططًا للتسعير يعتمد على الاستخدام، ويفرض رسومًا على المستخدمين بناءً على استخدامات حزمهم. تتعارض الخدمة المقاسة مع نموذج دفع رسوم ثابتة على أساس متكرر للوصول غير المحدود إلى سلعة أو خدمة معينة. لا يرضي نظام القياس هذا مزودي خدمة الإنترنت من حيث استرداد التكلفة فحسب، بل يمكّن المستخدمين أيضًا من إعادة التفكير في أنماط استخدام الإنترنت مع إشارة السعر.
يمكن أن تفيد خطة التسعير هذه المستخدمين الأقل استهلاكًا لأن الخدمة المقننة قد تنشئ نقاط سعر جديدة وربما أقل لهؤلاء المستخدمين. تظهر الأبحاث من ناحية أخرى أن السعر هو العامل الأكثر أهمية بالنسبة للمستخدمين بالإضافة إلى سرعة الإنترنت، وتشير إلى أن مستخدمي النطاق الواسع يدققون جدا على السعر. يفسر التدقيق على الأسعار سبب قلة عدد المستهلكين الذين يفضلون حساب مقدار استخدامهم للإنترنت.
انطلاقًا من وجهة نظر المستخدمين، اقترحت إحدى الدراسات أن المستهلكون قد يكونون أقل تسامحًا مع الإعلانات غير المرغوب فيها ورسائل البريد الإلكتروني العشوائي وإعلانات اللافتات، وتتحقق هذه الحالة عندما يُطلب منهم النظر في تكلفة مقدار الحركة. انطلاقًا من وجهة نظر مزودي خدمات الإنترنت الآن، تشير إحدى الدراسات إلى أن مخطط التسعير المستند إلى الاستخدام لا يتسبب في تضارب حوافز تمييز مزودي خدمات الإنترنت مع مزودي المحتوى، وذلك لأن مزودي خدمة الإنترنت قادرين على كسب أرباح كافية لاستثمار الشبكة من أجل تلبية احتياجات السوق.

### خنق النطاق الترددي
خنق النطاق الترددي هو تكتيك يتيح لشركات المعلومات والاتصالات تنظيم حركة بيانات الشبكة والتحكم في ازدحامها. يُنظر إلى هذا النوع من المقاييس على أنه تقييد لسرعات (معدلات) تحميل وتنزيل المستخدمين للمحتوى. شركة كومكاست هي واحدة من مزودي خدمات الإنترنت الرئيسيين. أجرت هذه الشركة خنقًا للنطاق الترددي على 49٪ من عملائها الذين كانوا يستخدمون هذا النطاق لمشاركة ملفات تبعًا لعملية الند للند. أمرت لجنة الاتصالات الفيدرالية الشركة بالتوقف عن عملية الخنق على نطاق واسع، وخصوصًا بعد كشفها عن الأساليب التي تتبعها الشركة.
يستهدف هذا الشكل من أشكال انحياز الشبكة في كثير من الأحيان مستخدمي الهواتف الجوالة، ويركز بشكل خاص على المستخدمين الذين يستهلكون كميات كبيرة من المحتوى (الحزم). تتبع شركات الاتصالات اللاسلكية مثل شركة فيرايزون للاتصالات سياسة الخنق الخاصة بها، ويُعزى ذلك لأنها تُلزم أحيانًا بالحد من حركة المستخدمين للحفاظ على جودة الشبكة بالكامل.

### حظر (حظر المنفذ)
يشمل حظر المنفذ القرار المتعمد من قبل مزودي خدمة الإنترنت برفض نقل حركة البيانات أو تسليمها إلى المستلم المقصود. ليس لدى مزودي خدمة الإنترنت أي سبب مشروع لرفض إرسال الحزمة إلى عملاء محددين من مزودي خدمات الإنترنت الآخرين. التزم مزودو خدمة الإنترنت رسميًا بحمل جميع الحزم من مزود خدمة الإنترنت السابق، ويُنفّذ ذلك بغض النظر عن هوية عملاء مزودي خدمة الإنترنت تلك ونجاحهم في السوق.

## المكون التقني لانحياز الشبكة
سمحت التطورات التقنية لهذه الأنواع من انحياز الشبكة بالعمل، في حين أن التكنولوجيا لم تكن متطورة كفاية لتطبيق مخططات التسعير الجديدة أو جودة الخدمة في الماضي. بمعنى آخر، عمل مزودو خدمات الإنترنت على تطبيق الابتكارات التكنولوجية التي يمكنها إعطاء الأولوية للحزم، والعمل على قياسها عند مواجهة متطلبات عرض النطاق الترددي المتزايد. تكتمل هذه الطريقة باستخدام أنظمة للتمييز بين خصائص حزم البيانات.